# ویلی بسر
ویلی بسر (انگلیسی: Wally Besser؛ ۱۶ ژانویهٔ ۱۹۳۶ – آوریل ۲۰۱۷) موسیقی‌دان اهل ایالات متحده آمریکا بود. وی بین سال‌های ۱۹۵۷ تا ۲۰۱۷ میلادی فعالیت می‌کرد.